# Slängserud
Slängserud är en by i Nyeds socken i Karlstads kommun, Värmlands län.

## Kända personer från orten
| - Olof Olsson i Slängserud (1811–1891), riksdagsman i bondeståndet |

### Befolkningsutveckling
| Befolkningsutvecklingen i Slängserud 1980–2010 | Befolkningsutvecklingen i Slängserud 1980–2010 | Befolkningsutvecklingen i Slängserud 1980–2010 | Befolkningsutvecklingen i Slängserud 1980–2010 | Befolkningsutvecklingen i Slängserud 1980–2010 |
| ---------------------------------------------- | ---------------------------------------------- | ---------------------------------------------- | ---------------------------------------------- | ---------------------------------------------- |
|                                                |                                                |                                                |                                                |                                                |
| År                                             |                                                |                                                | Folkmängd                                      |                                                |
| 1980                                           | 1980                                           |                                                | 23                                             |                                                |
| 1990                                           | 1990                                           |                                                | 33                                             |                                                |
| 2000                                           | 2000                                           |                                                | 39                                             |                                                |
| 2010                                           | 2010                                           |                                                | 31                                             |                                                |
|                                                |                                                |                                                |                                                |                                                |